# Матильда де Клиффорд
Матильда (Мод) де Клиффорд (англ. Matilda (Maud) de Clifford; ум. 1282/1285) — дочь Уолтера III де Клиффорда и Мараред (Маргарет) верх Лливелин.

## Биография
Матильда была единственной дочерью и наследницей английского барона Уолтера III де Клиффорда и Мараред (Маргарет) верх Лливелин, незаконнорождённой дочери валлийского правителя Ллевелина ап Иорверта.
Первоначально Матильду выдали замуж за Уильяма III Лонгспи, внука Уильяма I Лонгспи, 3-го графа Солсбери, незаконнорождённого сына короля Генриха II Плантагенета. Уильям III Лонгспи был наследником титула графа Солсбери, который носила его бабушка — Эла, 3-я графиня Солсбери, вдова Уильяма I, однако он умер раньше неё в конце декабря 1256 или начале января 1257 года. От этого брака Матильда родила единственную дочь, Маргарет Лонгспи, которая после смерти Элы де-юре стала графиней Солсбери.
В 1263 году умер отец Матильды. Она стала его наследницей, хотя родовой замок Клиффорд отошёл к королю.
В 1271 году Матильду похитил молодой Джон Жиффар из Бримпсфельда. В ужасе она отправила письмо королю Генриху III, сообщая о похищении и насилии. Король решил вступиться за честь Матильды, выступив против Жиффара, но далеко продвинуться не успел, поскольку получил новое письмо от Матильды, в котором она сообщала, что сейчас у неё всё в порядке и она вышла замуж за своего похитителя.
Во втором браке у Матильды родилось несколько дочерей.
Матильда умерла между декабрём 1282 и 9 мая 1285 года. После её смерти Джон Жиффар женился ещё раз.

## Брак и дети
1-й муж: Уильям III Лонгспи (ум. 1256/1257). Дети:
- Маргарет Лонгспи (ок. 1255—1306/1310), 4-я графиня Солсбери с 1261; муж: Генри де Ласи (6 или 13 января 1251 — 5 февраля 1311), 3-й граф Линкольн с 1258

2-й муж: с 1271 Джон Жиффар (ок. 1231/1232 — 29 мая 1299), 1-й барон Жиффар с 1295; Дети:
- Кэтрин Жиффар; муж: Николас Олдитли (Одли) (до 1258 — 28 августа 1299)
- Алиенора Жиффар; муж: Фальк Ле Стрендж (ок. 1267 — 23 января 1324), 1-й лорд Стрендж из Блэкмера
- Мод Жиффар; муж: Уильям де Генвилл
- Элизабет Жиффар